# Gonatocerus malanadensis
Gonatocerus malanadensis är en stekelart som beskrevs av Subba Rao 1989. Gonatocerus malanadensis ingår i släktet Gonatocerus och familjen dvärgsteklar. Inga underarter finns listade i Catalogue of Life.